# Жерар Блаженний
Блаженний брат Жерар або П'єр-Жерар із Мартіґу (фр. Pierre-Gérard de Martigues, приблизно 1040 — 3 вересня 1120), відомий також під іменами Тен (фр. Tum), Тюн (фр. Tune), Тенк (фр. Tenque), Тонк (фр. Tonque) і Том (фр. Thom), — засновник ордену госпітальєрів (та Ордену Святого Лазаря).

## Біографія
За походженням — француз. Народився в Амальфійському герцогстві приблизно 1040 року. Місцем його народження також нерідко вказується Мартіг у Провансі, Еноське графство та інші місця.
До ухвалення чернецтва був солдатом чи торговцем. Прибув до Єрусалиму з комерційною метою, але тут зрікся світу і став настоятелем госпісу для християнських пілігримів, розташованому в єрусалимському районі Муристан. Його лагідність, смирення, доброта і ревнощі до віри здобули йому повагу від сарацин. Під час Першого хрестового походу був викритий у зносинах з хрестоносцями і ув'язнений, звідки його звільнив Готфрід Бульйонський, який повернув йому колишнє становище і вніс значні пожертви на подальший розвиток шпиталю.
Статут братерства, яке опікувалося прочанами, був затверджений Папою Римським у 1113 році, що стало основою для утворення ордену госпітальєрів.
Католицька церква вважає його блаженним.